# Slovenska matica
Slovenska matica je znanstvena in kulturna ustanova, ki prireja znanstvena srečanja in posvetovanja o najrazličnejših problemih slovenske kulture in družbe ter njene prihodnosti, in druga najstarejša slovenska založba, ki skrbi za izdajanje dobrih izvirnih del ter prevodov iz humanistike, naravoslovja in tehnike.

## Namen
Ustanovljena je bila 17. februarja 1864 z namenom dvigniti slovensko kulturno zavest in razviti znanost ter literaturo. Večina dotedanjih knjig je bila v nemščini, slovenščini pa je primanjkovalo strokovnega izrazja, zato je želela razviti slovenski jezik in ga osvoboditi nemških izrazov. Njen pomen je bil narodotvoren. 
Prva slovenska založba Mohorjeva družba je izdajala predvsem poljudne knjige. Slovenska matica je začela tiskati knjige s področja znanstvene terminologije, ki so bile namenjene izobražencem. Prizadevala si je za čim večji tisk domačega leposlovja. Na začetku je izdajala koledarje, domoznanske knjige (knjige o opisu slovenskih pokrajin, zgodovini slovenskega slovstva, slovenskih ljudskih pesmih ), različne zemljevide (slovenskih pokrajin, tudi Atlant – prvi svetovni atlas v slovenskem jeziku), znanstvene knjige in učbenike za srednje šole. Danes Matica nima več splošno založniške vloge (ne tiska vseh literarnih žanrov), ampak se je osredotočila na založniško podporo znanstvenim delom z nižjimi nakladami, to so umetnostna zgodovina, arhitektura, naravoslovje, filozofija ... V enem letu natisnejo dve literarni knjigi, s katerima ohranjajo tradicijo redne zbirke stalnih članov.
Do ustanovitve slovenske univerze v Ljubljani in Slovenske akademije znanosti in umetnosti, je bila Slovenska matica osrednja slovenska kulturna in znanstvena ustanova.

## Ustanovitev
Pobud za ustanovitev Slovenske matice je bilo v času od 1845 do 1862 kar nekaj. Prvi, ki je želel ustanoviti podobno društvo, je bil Anton Martin Slomšek, ki je s pomočjo Ivana Šubica ustanovil Mohorjevo družbo. Mariborski čitalničarji pa so prvi začeli oblikovati načrt za takšno društvo, kot bi bila Matica. Po praznični novoletnici 1863 Lovra Tomana, ki je zadnjič pozvala k ustanovitvi, so se tudi povezali z ljubljanskimi izobraženci. 8. marca 1863, na predvečer tisočletnice prihoda sv. Cirila in Metoda na Moravsko, so na besedi ljubljanske čitalnice razglasili rojstvo Slovenske matice. Po odgovoru z Dunaja, da cesar Franc Jožef I. društvo sprejema, so ta datum ohranili kot letnico ustanovitve.

## Delovanje
V prvih šestih mesecih delovanja je imela Slovenska matica le 157 družabnikov. Prva društva, ki so pristopila, so bila čitalnica v Mariboru, Občina Razdrto, semenišče v Trstu, Občina Idrija, Leseverein v Bistrici, čitalnica v Celovcu, čitalnica v Ajdovščini, čitalnica v Celju, čitalnica v Ljubljani, čitalnica v Trstu, Južni Sokol in Kmetijska podružnica v Celju. V sestrsko navezo pa so stopile: Dalmatinska matica iz Zadra, Gališko-ruska matica iz Lvova, Slovaška matica sv. Martina in Srbska matica iz Novega Sada. Število članov se je začelo povečevati, ko je Bleiweis v Kmetijskih in rokodelskih novicah objavil, da bo Koledarju Slovenske matice priložen tudi Kozlerjev zemljevid slovenskih dežel. Leta 1866 je bilo članov že 717.
Vrhunec je Slovenska matica doživela v času predsednikovanja Frana Levca, ko so njene knjige začele izhajati v visokih nakladah in je vzdrževala stike s svetovnimi univerzami. V 1. svetovni vojni je prišla v konflikt z avstrijsko oblastjo zaradi izdaje knjige Gospodin Franjo Frana Maslja – Podlimbarskega, ki je govorila o ravnanju avstrijskega vojaštva v okupirani Bosni, zaradi česar so ji odvzeli posest. To odbornikov ni odvrnilo od delovanja, zato so po vojni pomagali ustanoviti Slovensko akademijo znanosti in umetnosti. 
Leta 1942 se je v Matici nezakonito sestal Kulturni plenum Osvobodilne fronte, po vojni pa je nova oblast nacionalizirala njeno premoženje, ki ga je dobila nazaj leta 1994.

## Seznam predsednikov
Slovenski matici je v 150 letih predsedovalo 20 predsednikov, od tega sta bila dvakrat na tem pomembnem mestu Josip Marn in Peter Grasselli. 
- 1865 - Anton Zois - bil je soglasno izvoljen za prvega predsednika, vendar se je zaradi šibkega zdravja funkciji odpovedal
- 1865-1869 - Lovro Toman
- 1869-1875 - Etbin Henrik Costa
- 1875-1881 - Janez Bleiweis
- 1881-1882 - Josip Marn (prvič)
- 1882-1885 - Peter Grasselli
- 1885-1886 - Josip Poklukar
- 1886-1893 - Josip Marn (drugič)
- 1893-1907 - Fran Levec
- 1907-1914 - Fran Ilešič
- 1917 - Peter Grasselli (dejansko - drugič)
- 1918-1920 - Ivan Tavčar
- 1920-1947 - Dragotin Lončar
- 1947-1949 - Oton Župančič
- 1950-1966 - Anton Melik
- 1966-1975 - France Koblar
- 1975-1978 - Fran Zwitter (dejansko)
- 1978-1988 - Bogo Grafenauer
- 1988-1994 - Primož Simoniti
- 1994-2008 - Joža Mahnič
- 2008-2018 - Milček Komelj
- 2018- Aleš Gabrič[2]

## Tajniki
Tajniki so skozi celotno zgodovino Matice prihajali iz literarnih vrst. Mnogi so sodelovali pri usmeritvah in programu ustanove. Prvi tajnik, ki je to poslal po naključju, ker je ravno takrat izgubil službo pri reviji Naprej, je bil Fran Levstik. Na tem mestu je bil dobri dve leti, potem pa ga je zamenjal Anton Lesar.
Za delo je kandidiral tudi pesnik Oton Župančič, vendar ga niso sprejeli. Pred prvo vojno je bil tajnik Milan Pugelj, nato pa tudi Juš Kozak in Josip Vidmar. Po drugi svetovni vojni sta to funkcijo mdr. opravljala slavista France Bernik in Štefan Barbarič, dolga leta je bil tajnik pisatelj Drago Jančar (od 1981 do upokojitve 2016), za njim Ignacija Fridl Jarc.

## Založba
Knjige je izdajala s področja znanosti, umetnosti, filozofije in zgodovine. V svojem dolgoletnem delovanju je izdala več kot 650 del.

### Izdane knjige
Ob ustanovitvi niso točno vedeli, kakšna dela bodo izdajali. Bleiweisov prijatelj g. Hicinger je predlagal, da bi enkrat letno izdajali Koledar slovenske Matice. S to potrditvijo so dobili svojo prvo publikacijo, ki so jo izdali leta 1864. Kmalu zatem so začeli izhajati prevodi iz svetovne literature, tudi prvi slovenski prevodi Shakespearja. V okviru filozofskega področja sta izhajali dve filozofski zbirki: Filozofska knjižnica in Slovenska filozofska misel, kjer je izdajala dela Platona, Sokrata, Schellinga, Nietzscheja, Bergsona idr. S področja zgodovine je izdala 16 izvirnih zgodovinskih monografij, 9 ponatisov zgodovinskih del, 6 prevodov, 25 knjig spominov in 9 zbornikov, zgodovinske razprave Izidorja Cankarja, Naceta Šumija in Marjana Zadnikarja ter dela arhitekta Edvarda Ravnikarja idr. 
Med izdajami slovenskega leposlovja so romani, novele, antologije, eseji, potopisi, kritike in intervjuji s književniki. Tu so objavljali Ivan Cankar, France Bevk, Bratko Kreft, Boris Pahor, Alojz Rebula, Lojze Kovačič, Andrej Capuder in Vladimir Kavčič idr.
Na področju literarne zgodovine je med drugim izšla obširna Zgodovina slovenskega slovstva Franceta Kidriča, po 2. svetovni vojni pa Slovenska lirika 1945–1965, Slovenska proza 1945–1965 in Slovenska dramatika 1945–1965 avtorjev: Helge Glušič, Borisa Paternuja, Matjaža Kmecla, Jožeta Koruze, Franca Zadravca, Hermine Jug, Marka Kranjca in Franceta Bernika.
Nekaj knjig so izdali tudi o likovni in glasbeni zgodovini, naravoslovju, zdravstvu, fiziki in tehniki.

## Galerija
|  |  |